# Orchestra Sinfonica dello Stato Mérida
L’Orchestra Sinfonica dello Stato di Mérida (in spagnolo Orquestra Sinfónica del Estado Mérida o OSEM) è un'orchestra venezuelana con sede nella città di Mérida, in Venezuela.
È un'istituzione senza fini di lucro che ha il fine di promuovere lo sviluppo delle attività musicali, in particolare musica sinfonica e da camera, per contribuire all'arricchimento culturale e spirituale delle popolazioni dello Stato e del resto del paese.

## Storia
È nata il 21 giugno 1991 come risultato del naturale processo evolutivo dell'Orchestra Sinfonica Giovanile dello Stato di Mérida, creata nel 1978 nell'ambito del Sistema di Orchestre Giovanili di Venezuela guidato dal Maestro José Antonio Abreu.
Dalla sua fondazione, l'OSEM ha dato impulso al movimento musicale merideño attraverso un'attività artistica e pedagogica costante. Il suo fondatore e primo direttore artistico, Amílcar Rivas, gettò le basi per il suo sviluppo artistico, avvenuto tra il 1994 ed il 1997 con la direzione musicale del maestro Sergio Bernal che ampliò il repertorio con diversi stili di musica sinfonica europea e latinoamericana.
Tra 1998 ed il 2001, l'OSEM fu diretta dal maestro Felipe Izcaray che ha avviato importanti programmi di sensibilizzazione della comunità che sono ora parte fondamentale del progetto artistico portato avanti dall'Orchestra.
Dal gennaio 2004, sotto la direzione musicale del maestro César Iván Lara, l'Orchestra Sinfonica dello Stato Mérida ha intrapreso un processo di consolidamento istituzionale e artistico che permetterà a breve termine la consacrazione di uno dei complessi sinfonici di maggiore tradizione del Venezuela.
Nella stagione 2006, compiendo 15 anni di attività, ha partecipato a molti eventi ufficiali del Governo dello Stato Mérida, dell'Università delle Ande, della FESNOJIV e di vari comuni, realizzando 39 concerti sinfonici e 108 concerti pedagogici e da camera in 21 municipi dello Stato Mérida, con la partecipazione di figure rilevanti della musica a livello mondiale, cosa che dà fede dell'intensa attività professionale realizzata. Nel 1999 l'OSEM è stata designata Patrimonio Culturale dello Stato Mérida.
Nell'estate del 2011, per il suo ventesimo anniversario, sarà organizzato un concerto assieme alla comunità italiana in Venezuela, e specialmente agli italiani di Mérida, con la partecipazione di numerosi artisti italiani ed internazionali.